# R-Six Team
R-Six Team – polska drużyna sportowa, założona przez kierowcę rajdowego i żeglarza Roberta Szustkowskiego (nazwa jest grą słów nawiązującą do nazwiska założyciela). Drużyna bierze udział w terenowych rajdach samochodowych oraz w pełnomorskich regatach żeglarskich, w których startuje na własnym katamaranie HH66. Mimo używania tej samej nazwy, w każdej z tych dyscyplin skład zespołu R-Six Team jest różny.
Drużyna zainaugurowała swoją działalność w roku 2008 podczas rajdu TransSyberia Rally, w następnych latach zaliczając takie międzynarodowe imprezy sportowe jak Rajd Dakar, Silk Way Rally, Abu Dhabi Desert Challenge czy Africa Eco Race.
W roku 2016 R-Six Team zadebiutował jako załoga żeglarska, wygrywając organizowane na Majorce zawody Multihull Cup. Od tego czas systematycznie bierze udział w licznych międzynarodowych regatach. Zespół jest m.in. dwukrotnym zdobywcą I miejsca na Antigua Sailing Week – dorocznych regatach rozgrywanych w rejonie Karaibów.

## Członkowie
- Robert Szustkowski – założyciel drużyny, kierowca rajdowy i żeglarz
- Robert Jan Szustkowski – kierowca rajdowy
- Aleksander Szustkowski – żeglarz
- Jarek Kazberuk – kierowca i pilot rajdowy, żeglarz
- Albert Gryszczuk – kierowca rajdowy, żeglarz
- Robert Janecki – żeglarz, skipper jachtu R-SIX
- Tomasz Januszewski – żeglarz
- Jacek Wysocki – żeglarz
- Agnieszka Gryszczuk – wsparcie logistyczne
- Klaudia Królik – wsparcie logistyczne
- Piotr Gryszczuk – szef działu mechanicznego
- Jacek Bonecki – obsługa medialna (fotograf)

## Najważniejsze starty w rajdach
- TransSyberia Rally (załoga Robert Szustkowski, Jarosław Kazberuk – Porsche)
- Dakar Rally 2010 (załoga Robert Szustkowski, Jarosław Kazberuk – Mitsubishi Pajero)
- Dakar Rally 2012 (załoga Robert Szustkowski, Robin Szustkowski, Jarosław Kazberuk – Mercedes Unimog U400)
- Silk Way Rally 2013 (załoga Robert Szustkowski, Robin Szustkowski, Jarosław Kazberuk – Tatra)
- Sealine Cross Country Rally 2015 (załoga Robert Szustkowski, Jarosław Kazberuk – Ford Raptor)
- Abu Dhabi Desert Challenge 2016 (załoga Robert Szustkowski, Robin Szustkowski, Jarosław Kazberuk – Ford Raptor)
- The OiLibya Rally of Marocco 2017 (załoga Robert Szustkowski, Robin Szustkowski, Jarosław Kazberuk – Ford Raptor)
- Africa Eco Race 2018 – zwycięstwo w klasie T2 (załoga Robert Szustkowski, Robin Szustkowski, Jarosław Kazberuk, Albert Gryszczuk – Ford Raptor)
- Silk Way Rally 2018 – trzecie miejsce w klasie T3 (załoga Robert Szustkowski, Jarosław Kazberuk – Polaris)

## Najważniejsze starty w regatach
- Multihull Cup 2016 (I miejsce – katamaran HH66)
- Caribbean RORC 600 2017 (III miejsce – katamaran HH66)
- Heineken Regatta 2017 (II miejsce – katamaran HH66)
- Les Voiles De St.Barth 2017 (III miejsce – katamaran HH66)
- Antigua Sailing Week 2017 (I miejsce – katamaran HH66)
- Fastnet Race 2017 (II miejsce – katamaran HH66)
- Les Voiles De St. Barth 2018 (II miejsce – katamaran HH66)
- Antigua Sailing Week 2018 (I miejsce – katamaran HH66)